# Mimoniades
Mimoniades là một chi bướm ngày thuộc họ Bướm nâu.